# Yayoi Kitazume
Yayoi Kitazume (Japans: 北爪　やよひ, Kitazume Yayoi) (Tokio, 26 maart 1945) is een Japanse componiste. Zij is een dochter van de klarinettist en muziekpedagoog Risei Kitazume (1919-2004), die van 1980 tot 1986 voorzitter van de Japan Clarinet Society is geweest, en de oudere zuster van de componist Michio Kitazume.

## Levensloop
Kitazume studeerde muziektheorie en compositie bij Tomojiro Ikenouchi en Akio Yashiro  aan de Tokyo University of the Arts, echter heette deze universiteit toen nog de Tokyo National University of Fine Arts and Music. Na het behalen van haar diploma's werd zij freelance componist en behaalde al verschillende prijzen zoals tijdens een wedstrijd voor werken voor blaasinstrumenten, georganiseerd door de muziekuitgeverij Ongaku-no-Tomo-sha in 1970  en in 1991 tijdens het "Music for Children Contest" van het Tokyo Contemporary Music Festival.

## Composities

### Werken voor orkest
- 2002: - Concert, voor klarinet en orkest

### Werken voor harmonieorkest
- 1969: - Prelude
- 1970: - ONT

### Vocale muziek

#### Werken voor koor
- 1982: - Poem of five, voor jeugdkoor

#### Liederen
- 1972: - Indice '72, voor alt, klarinet en contrabas
- 2005: - Otonoha-Uta, voor mezzosopraan, alt, tenor, bariton en gitaar
- 2010: - Oto-no-kotonoha, voor zangstem, acteur en slagwerk
- 2010: - San-sen-so-moku-chu-gyo-kin-ju, voor zangstem

### Kamermuziek
- 1971: - Sonatine, voor klarinet en piano
- 1976: - Ének II', voor dwarsfluit, hobo, fagot en piano
- 1977: - Deep Blue Sky, voor sextet (hobo, 2 violen, altviool, cello en piano)
- 1979: - Ének III
- 1994: - Ének V, voor marimba en contrabas
- 1999: - Ének VI, voor klarinet en piano
- 2000: - Sonate, voor klarinet en piano
- 2003: - Ének VIII, voor 2 altsaxofoons
- 2009: - Ének X, voor altfluit en piano
- - Ének IV, voor klarinet

### Werken voor piano
- 1978: - Inner Space, voor 2 piano's
- 1979: - Ének III
- 2010: - Sound of the sky, whisper of the wind
- 2012: - I feel it coming hear

### Werken voor traditionele Japanse instrumenten
- 1993-1994: - Spring, Summer, Autumn and Winter, voor koto
- 2001: - Nohara-Uta, voor zangstem en 3 17-snaren koto
- 2002: - Warawa-wa warabe-uta, voor zangstem en 13-snaren koto - tekst: Sumiko Yagawa
- 2009: - Otonai, voor shamisen , shakuhachi en slagwerk

### Werken voor slagwerk
- 2006: - Mimi-no-Itoma, voor 2 slagwerkers